# Subsistenzwirtschaft

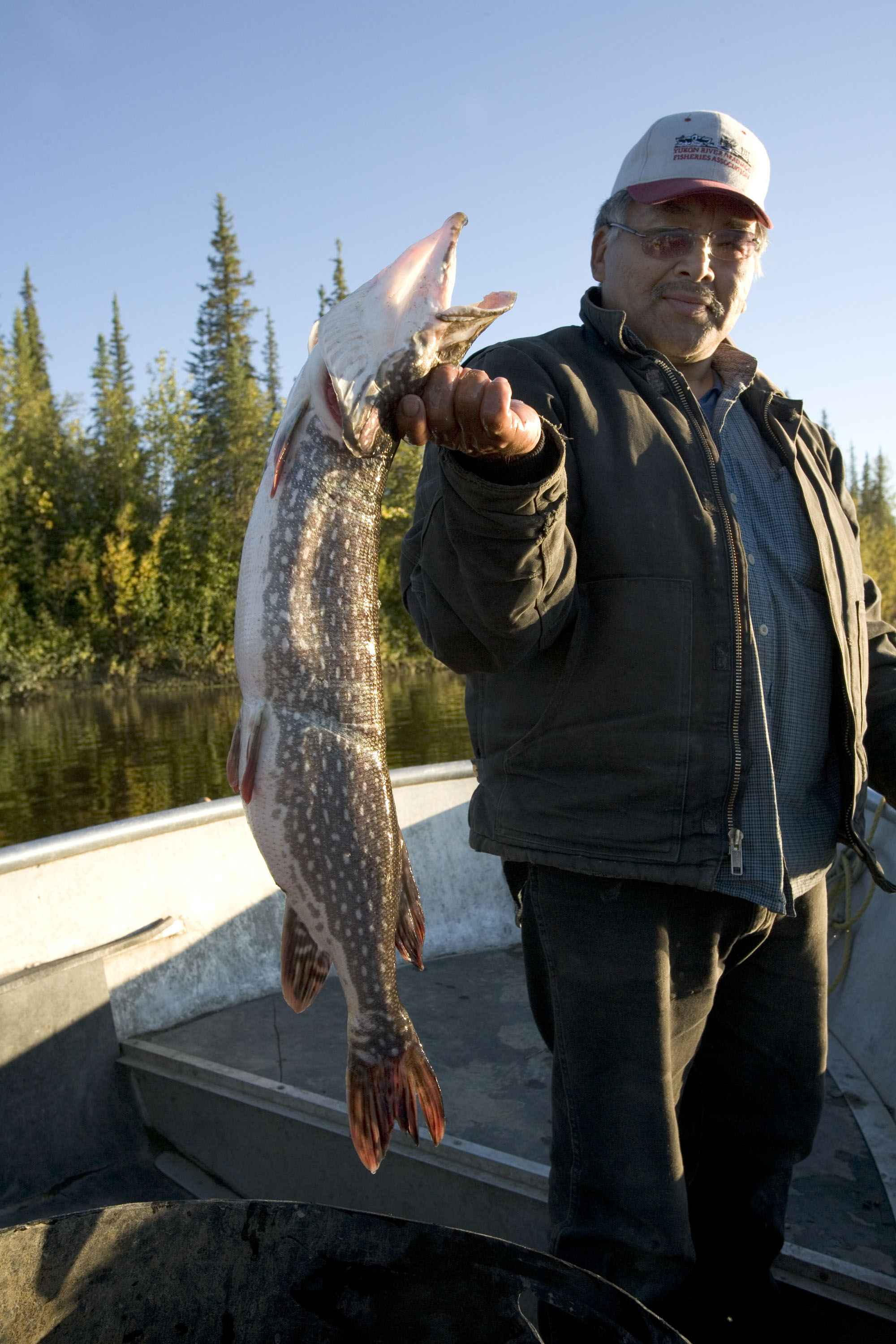
Die traditionelle Subsistenzwirtschaft der indigenen Völker Alaskas – Fischen, Jagen, Sammeln – wird gesetzlich geschützt und genießt Vorrang gegenüber marktwirtschaftlichen Bestrebungen in diesen Wirtschaftszweigen, weltweit eine Ausnahme.

Als Subsistenzwirtschaft (oder Selbstversorgungswirtschaft, Bedarfswirtschaft; aus lateinisch subsistentia, „Bestand“, „durch sich selbst bestehen“; englisch subsistence economy) wird eine – vorwiegend landwirtschaftliche – Wirtschaftsform bezeichnet, bei der Wirtschaftssubjekte ihren Bedarf ganz oder teilweise selbst durch Eigenfertigung oder Naturentnahme decken.
Ausschließliche Subsistenzproduktion ist heute selten, weil einige notwendige Güter nur arbeitsteilig hergestellt werden und stattdessen auf lokalen Märkten erhältlich sind. Bei der traditionellen Subsistenzstrategie dagegen besteht keine Marktorientierung, keine ausgeprägte Arbeitsteilung und kein Profitstreben.
Wirtschaftssubjekte, die sich ganz oder teilweise selbst versorgen, sind Privathaushalte, aber auch Unternehmen oder der Staat. Privathaushalte in der Landwirtschaft erzeugen auch Agrarprodukte für ihren Eigenbedarf, der Rest wird auf dem Agrarmarkt verkauft. Auch die Fischerei und Jagd sind von Subsistenzzielen geprägt. Von reiner Subsistenzwirtschaft spricht man, wenn die Produktion ausschließlich dem Eigenbedarf dient. Bei den lokalen Gemeinschaften – wie Wildbeuter, Feldbauern und Hirtennomaden (hier nicht so ausgeprägt) – überwiegt die autarke, traditionell subsistenzwirtschaftliche Produktion noch heute deutlich. Erweiterte Subsistenz bedeutet, dass zwar der Eigenbedarf Priorität genießt, die Überproduktion jedoch auf dem Markt verkauft wird. Für die reine Subsistenz ist weniger Anstrengung erforderlich. Einige Unternehmen können einen Teil ihres Energieverbrauchs selbst erzeugen, sofern Energie als Koppelprodukt anfällt. Der Begriff der Subsistenzwirtschaft wird aus historischen Gründen immer noch mit der Landwirtschaft assoziiert, kann heute jedoch auch bei anderen Wirtschaftszweigen, etwa der Energiewirtschaft, angewandt werden.
In den Entwicklungsländern – insbesondere Afrikas und Lateinamerikas – stammen bis zu 50 % der Agrarproduktion aus Subsistenzwirtschaft.

## Allgemeines

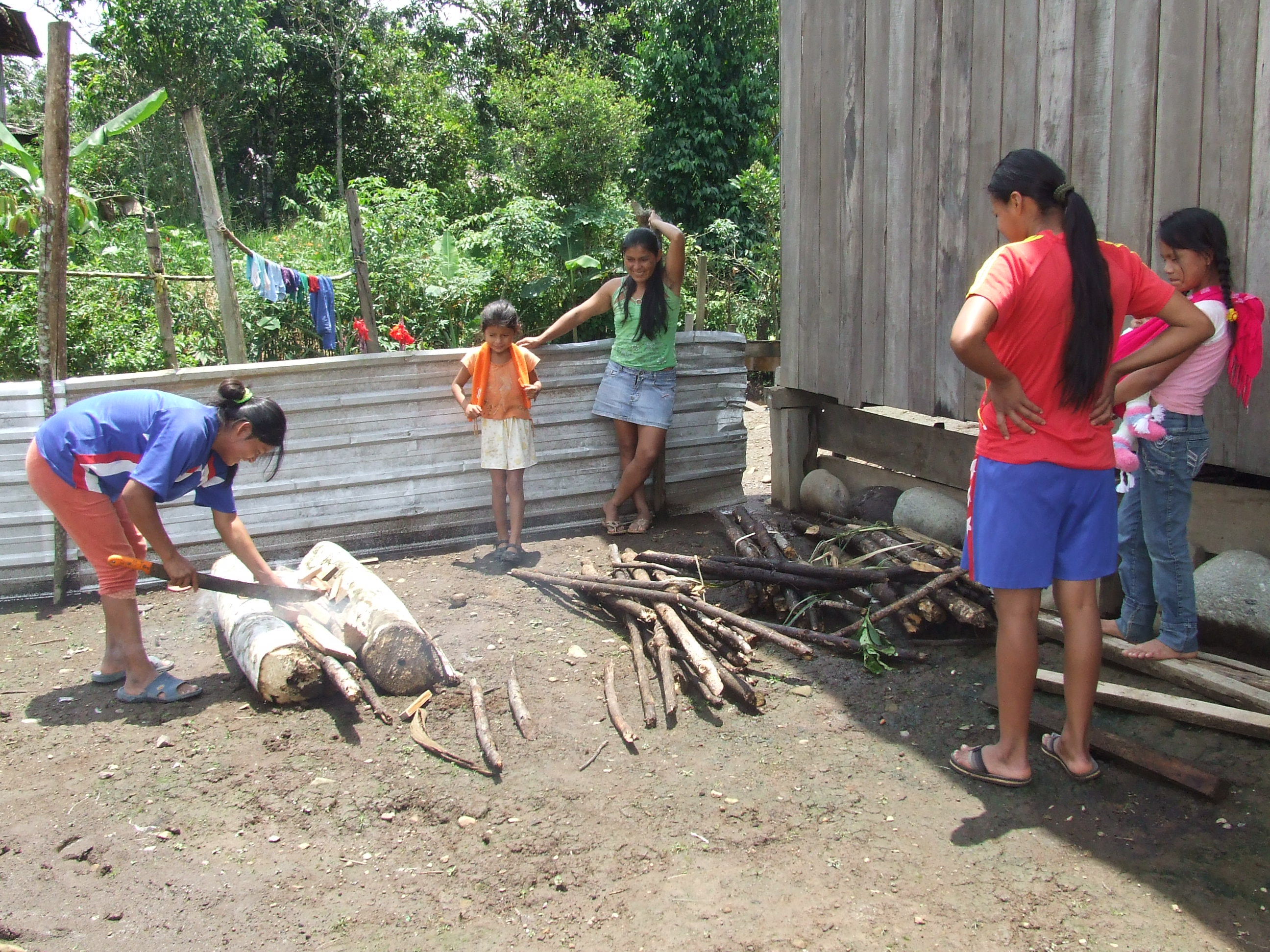
Aus dem Blickwinkel der Überflussgesellschaft erscheint das Leben indigener Völker arm; die Indigenen selbst beurteilen das dagegen sehr unterschiedlich (hier Shuar-Indianer in Ecuador, 2011).

„Subsistenz – als kulturell definierte Armut – ist nicht gleichbedeutend mit geringer (physischer) Lebensqualität, ganz im Gegenteil, die Subsistenzlandwirtschaft hilft dem Haushalt der Natur und leistet einen Beitrag zum sozialen Wirtschaften. Auf diese Weise gewährleistet sie hohe Lebensqualität – siehe das Recht auf Nahrung und Wasser – sie gewährleistet eine nachhaltige Existenz, sie gewährleistet eine robuste soziale und kulturelle Identität und Lebenssinn.“

Die korrespondierende Marktwirtschaft ist dadurch gekennzeichnet, dass Marktteilnehmer Wirtschaftsobjekte (Produkte/Dienstleistungen, Arbeitsleistungen) auf einem Markt (Gütermarkt, Arbeitsmarkt) für den Fremdbedarf verkaufen und hieraus ein Einkommen erzielen, mit dem sie andere Güter oder Dienstleistungen erwerben und Steuern zahlen. Die Subsistenzwirtschaft ist dagegen dadurch gekennzeichnet, dass die selbst hergestellten Güter ganz oder teilweise für den Eigenbedarf verwendet werden. Ein Teil der hergestellten Güter wird dazu verwendet, Einkommen zu erzielen oder direkt im Tauschhandel solche Güter zu erwerben, die das Wirtschaftssubjekt nicht selbst herstellen kann.

## Begriff
Die Mehrzahl der Definitionen des Begriffs der Subsistenzwirtschaft zeigt, dass eine landwirtschaftliche Orientierung vorherrscht. Ursprünglich war die Subsistenzwirtschaft auf die Agrarproduktion von Agrarprodukten begrenzt, inzwischen werden auch Fischerei und Forstwirtschaft dazu gerechnet, so dass bis auf den Bergbau die gesamte Urproduktion Grundlage der Subsistenzwirtschaft sein kann.
Subsistenzwirtschaft ist auf Selbstversorgung ausgerichtet und dient der unmittelbaren Sicherung des notwendigen Lebensunterhalts; sie herrscht in Agrarstaaten noch heute vor. Subsistenzwirtschaft sind alle Formen wirtschaftlicher Organisation, die nicht vornehmlich für den Tausch oder marktorientiert produzieren, sondern für den Eigenbedarf, für Abgaben und reziproke Transaktionen (Reziprozität). Das erste Prinzip der Subsistenzwirtschaft ist die Gegenseitigkeit, die heute als Leitbild für den Begriff der „moral economy“ verwendet wird.
Der Soziologe Niklas Luhmann sah 1988 in der Subsistenzwirtschaft den Gegenbegriff zur Marktwirtschaft: Sie „läuft ohne nennenswerte monetäre Vermittlung ab, ohne den Geldmechanismus“. „Als Subsistenzwirtschaft werden Formen der Landwirtschaft bezeichnet, bei denen primär für den Eigenbedarf produziert wird, bei denen Produktion und Konsumtion also nicht klar getrennt sind“. „Subsistenzwirtschaft meint eine Wirtschaftsform in geschlossenen Systemen bzw. ökologischen Einheiten, welche im Wesentlichen auf die Deckung des Eigenbedarfs von Gesellschaften ausgerichtet ist“.
„Unter Subsistenz wird selbst versorgende Eigenarbeit verstanden. Subsistenzwirtschaft muss […] nicht individuell oder familiär organisiert sein, es könnte sich auch um ganze Regionen handeln. Dies schließt Vernetzung mit ein. Wesentliches Kriterium […] ist, dass die Erarbeitung des Lebensunterhaltes nicht geldvermittelt erfolgt und dass eine gegenseitige Bereitstellung der Mittel zum Leben weitgehend ohne Tausch vor sich geht“.

## Geschichte

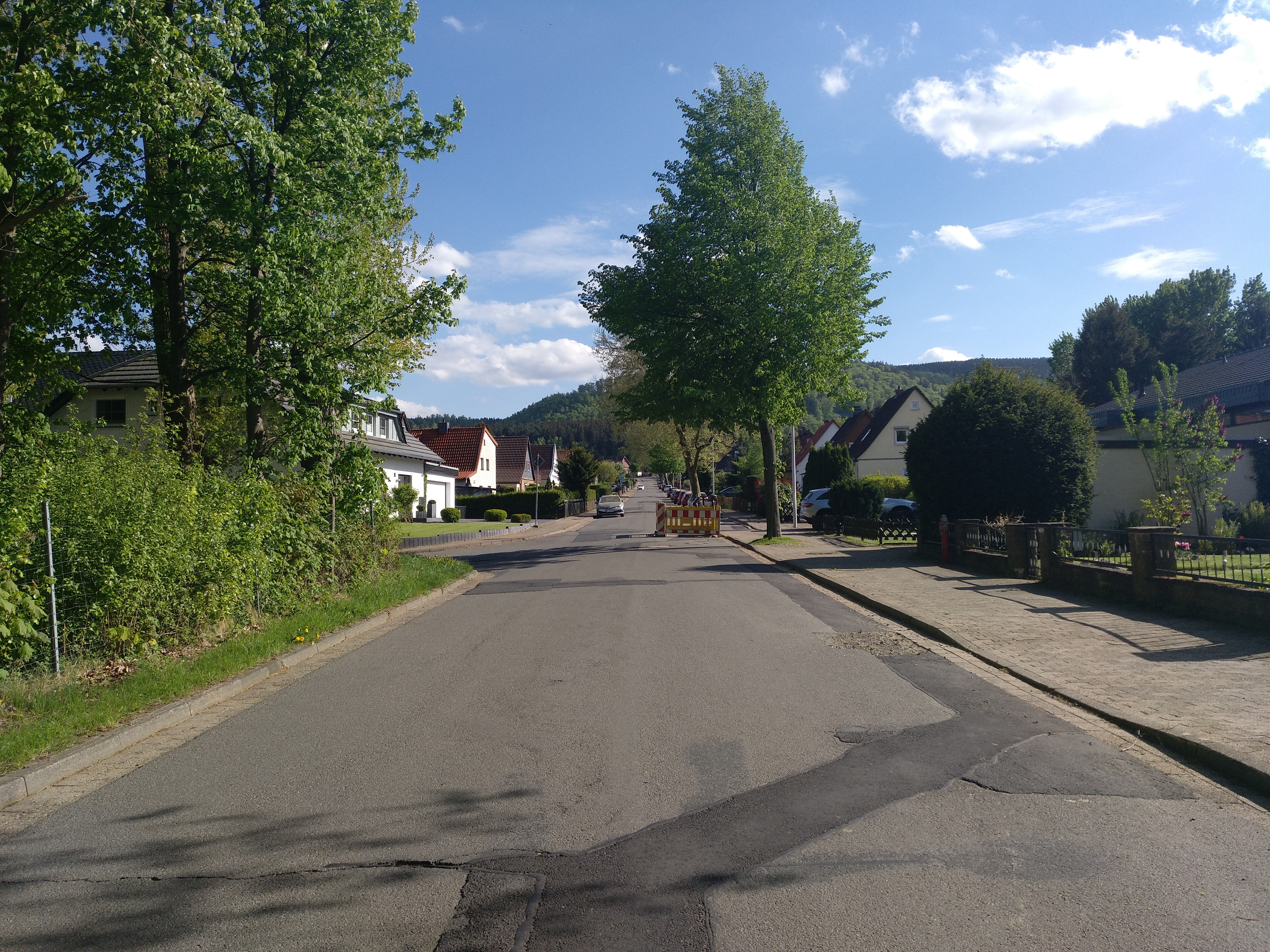
Straßenzug in Göttingerode. Die Gärten der Häuser sind lang und wurden in der Mitte des 20. Jahrhunderts zur Selbstversorgung genutzt.

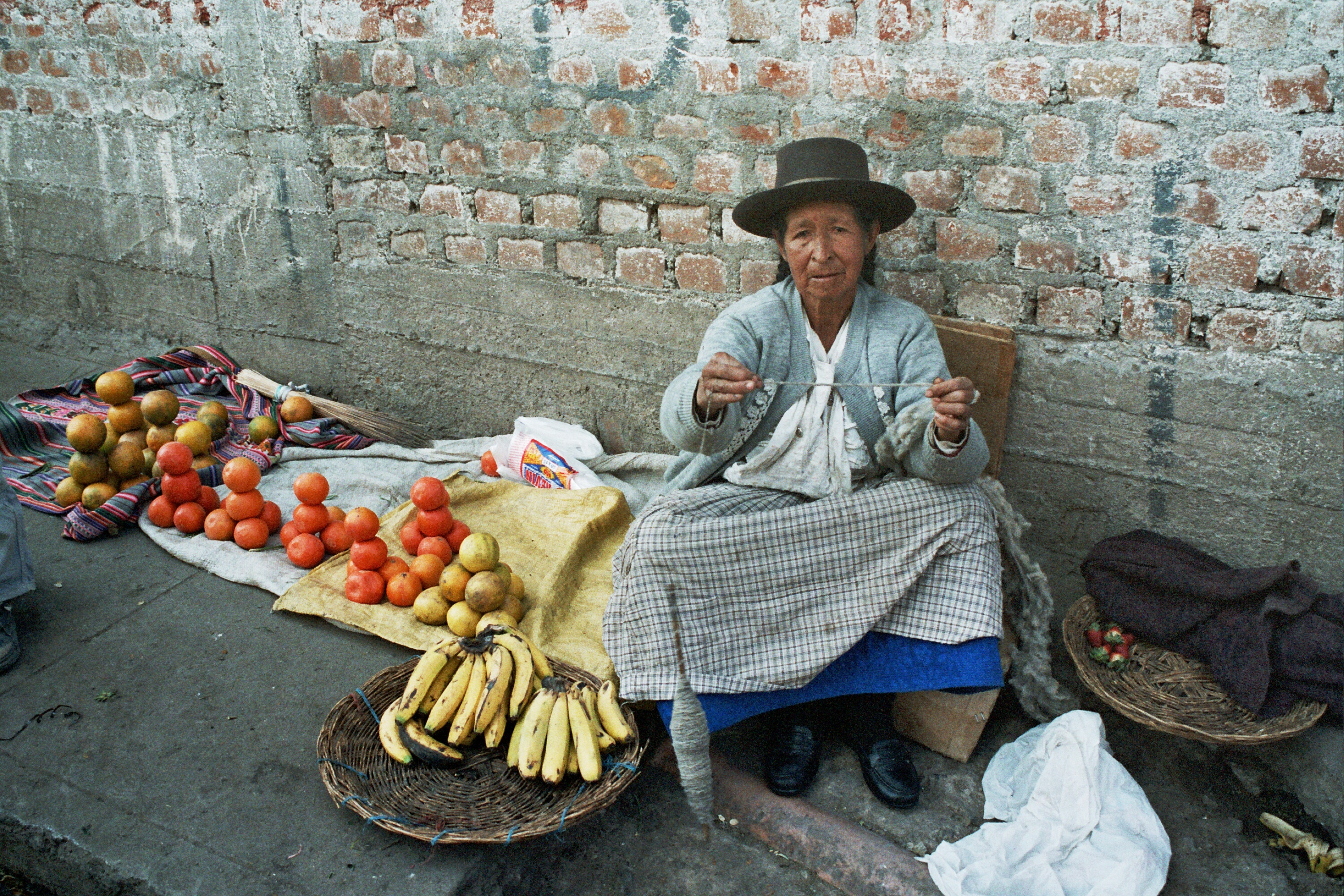
Der Verkauf entbehrlicher Produkte durch ihre Erzeuger auf lokalen Märkten ist Teil vieler Subsistenzwirtschaften.

Das Wirtschaften hat mit der Subsistenzwirtschaft begonnen, als bereits in der Frühzeit die Bauern für den eigenen Bedarf produzierten. Jäger und Sammler strebten die Deckung des Eigenbedarfs für ihre Sippen an. Die Subsistenzform des Jagens, Fischens und Sammelns – eine aneignende oder extraktive Lebensweise, durch welche die Reproduktion der natürlichen Ressourcen nicht gezielt und bewusst beeinflusst wird – ist die älteste traditionelle Wirtschaftsform der Menschheit. Das bedeutet jedoch nicht, dass die Jäger und Sammler im Laufe langer Zeiträume keinen relevanten Einfluss auf das ökologische System ihres Lebensraumes ausgeübt hätten.
In der Altsteinzeit bis 6000 vor Christus vollzog sich in Mitteleuropa der Wechsel von der Subsistenzwirtschaft zur bäuerlichen Wirtschaftsweise durch die Brandrodung der Wälder. In den Bergen Palästinas, im Ostjordanland und den anschließenden Steppen betrieb die nomadische Bevölkerung Subsistenz-Ackerbau und Viehzucht. Überschüsse wurden auf lokalen Märkten getauscht.
Die Ausgrabungen um ein Dorf aus der Eisenzeit um 1200 v. Chr., Izbet-Sartah bei Rosch haAjin/Israel, lieferten ausreichende Informationen zur Beurteilung der damaligen Subsistenzwirtschaft. Die etwa 100 Einwohner machten 320 Hektar Land um das Dorf urbar, wovon 180 Hektar als Ackerfläche genutzt wurden, der Rest als Weideland. Die klimatischen Bedingungen dürften bis zu 53 Tonnen Weizen und 21 Tonnen Gerste jährlich hervorgebracht haben. Das Vorliegen einer Subsistenzwirtschaft wird damit begründet, dass das Dorf abseits regionaler Handelsstraßen lag und kein Kontakt zu anderen Gemeinden bestand. Das an einer nachhaltigen Subsistenz orientierte Wirtschaftshandeln der Landbevölkerung änderte sich im 10. Jahrhundert v. Chr. in Richtung einer auf die Bedürfnisse des Staates ausgerichteten Marktwirtschaft.
Auch noch in der Antike – und lange danach – lebten 90 % der Bevölkerung von der Subsistenzwirtschaft; landwirtschaftliche Tätigkeit war für die große Mehrheit der antiken Bevölkerung ihre selbstverständliche Lebens- und Arbeitsform, zu der nur wenigen Menschen überhaupt Alternativen offen standen. Um 1500 nach Christus war noch etwa die Hälfte der bewohnbaren Landfläche der Erde von Jägern und Sammlern besiedelt.
Die zunehmende Urbanisierung hatte auch zur Folge, dass in den Städten Menschen wohnten, die mangels Acker- oder Weidefläche keine Subsistenzwirtschaft betreiben konnten und ihre Agrarprodukte von den Bauern erwerben mussten. Dadurch erweiterte sich die Agrarproduktion auf eine Überschussproduktion, die über den Eigenbedarf der Bauern hinausging. Dafür boten städtische Handwerker Güter und Dienstleistungen an, welche die Bauern nicht herstellen konnten und für Haushalt oder Landwirtschaft benötigten. In den überregional bedeutsamen Zentralorten richtete man sich auf – für den Handel erforderliche – Überschussproduktion aus.
Noch bis in die zweite Hälfte des 18. Jahrhunderts beherrschte diese „erweiterte Subsistenzwirtschaft“ in Deutschland das Wirtschaftsleben. Der deutsche Soziologe Max Weber bezeichnete 1922 die Bedarfswirtschaft als der Erwerbswirtschaft entgegensetzt: Alle auf Bedarfsdeckung gerichteten Wirtschaftsgemeinschaften wirtschaften nur, soweit dies unumgänglich ist. Als Beispiele nennt er Familien, gemeinnützige Stiftungen oder Forstgemeinschaften.
Beide Formen der Subsistenzwirtschaft – reine und erweiterte – dominieren noch heute weitgehend die zweite, Dritte und Vierte Welt. Zu Anfang des 21. Jahrhunderts leben immer noch mehr als 40 Prozent der Weltbevölkerung (insbesondere in den Entwicklungsländern) von der Subsistenzorientierung.

## Messung
Die erweiterte Subsistenzwirtschaft eines Staates kann auf der Makroebene durch die volkswirtschaftliche Kennzahl des Selbstversorgungsgrads gemessen werden. Mit dem Selbstversorgungsgrad {\displaystyle Sv} soll ermittelt werden, inwieweit die heimische Produktion im Inland ausreicht, um die inländische Nachfrage zwecks Selbstversorgung zu decken. Er wird berechnet, indem man die Bruttoeigenerzeugung {\displaystyle Pw} dem Verbrauch {\displaystyle V} gegenüberstellt:
{\displaystyle {\text{Sv}}={\frac {\text{Pw}}{\text{V}}}\cdot 100\,\%}.
Als Verbrauch (englisch consumption) bezeichnet man den Verzehr von Gütern und Dienstleistungen zwecks direkter oder indirekter Bedürfnisbefriedigung. Optimal ist ein Selbstversorgungsgrad von 100 %, er bedeutet vollständige Autarkie. Unter 100 % müssen Produkte aus dem Ausland importiert werden, über 100 % führt zu einem Export oder zur Lagerung. Importabhängigkeit kann zur politischen und/oder wirtschaftlichen Abhängigkeit vom Ausland führen und bewirkt eine Belastung der Zahlungsbilanz mit der Folge eines Zahlungsbilanzdefizits. Werden Waren verbraucht, die im Land nicht selbst hergestellt werden können (beispielsweise Tropenfrüchte in Industriestaaten), liegt der Selbstversorgungsgrad bei 0 %.

## Semi-Subsistenz

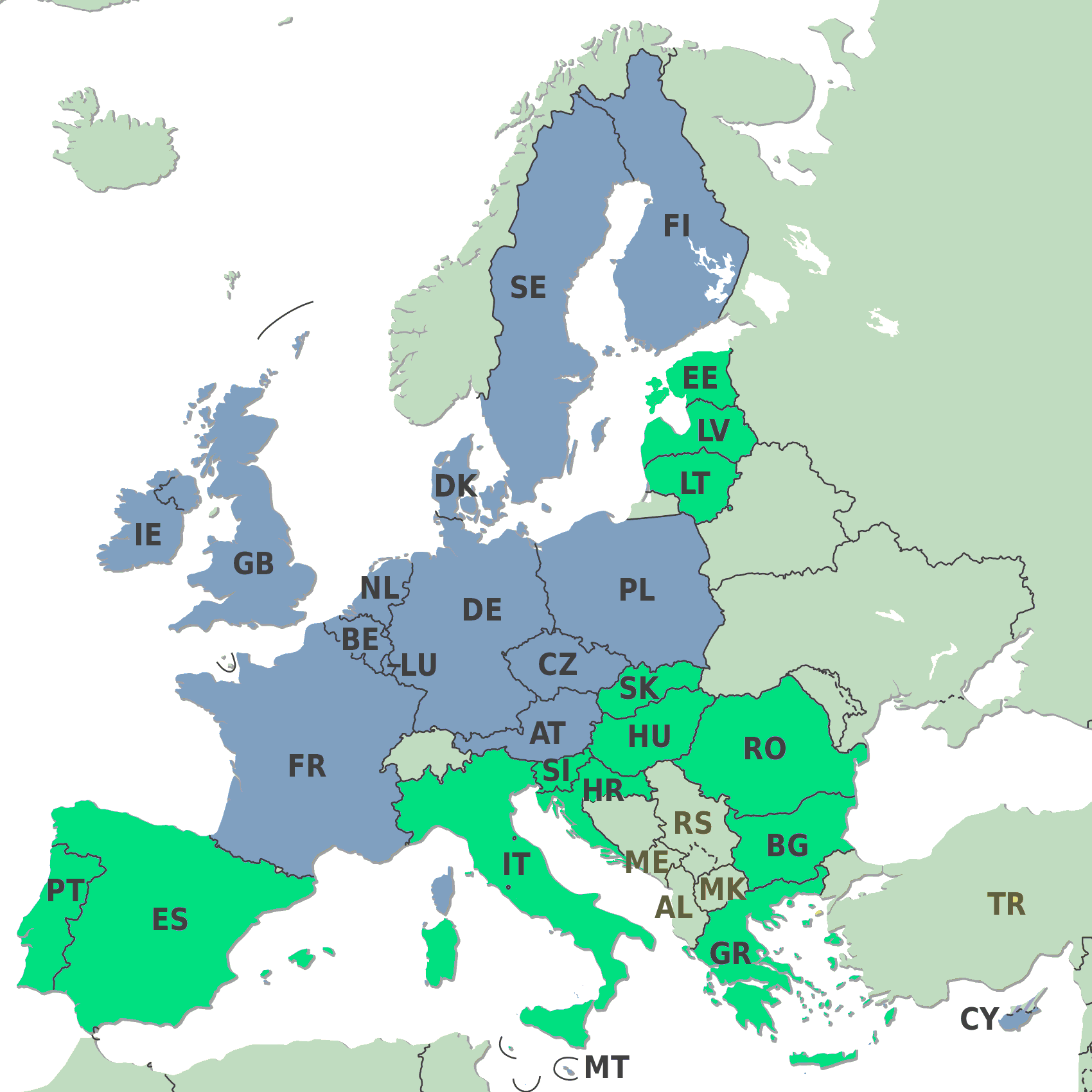
EU-Mitgliedstaaten mit überwiegend semi-subsistenter Landwirtschaft (grün), Stand 2005–2007

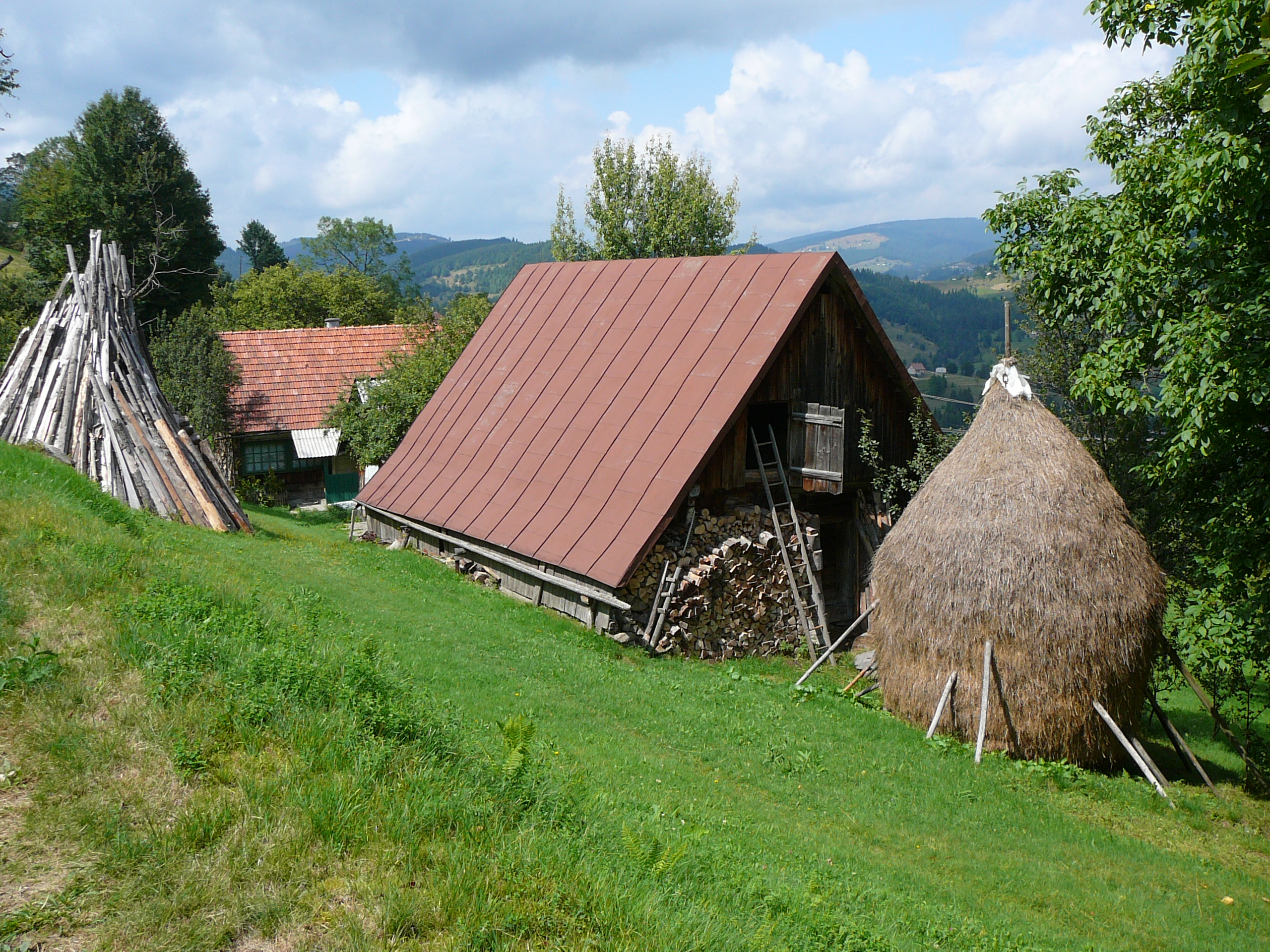
95 Prozent aller Bauernhöfe in Rumänien werden heute der Halb- oder Semi-Subsistenzlandwirtschaft zugeordnet.

Die Bezeichnung Semi-Subsistenz betont die in Osteuropa weit verbreitete Kombination von Direktvertrieb und Produktion zum Eigenbedarf.
Für die ländliche Entwicklung in der Europäischen Union wurde mit der beginnenden Osterweiterung ab 2004 die wichtige Bedeutung ergänzender Subsistenztätigkeiten für die besonders strukturschwachen Regionen Ost- und Südosteuropas erkannt. Als Semi-Subsistenz (lateinisch semi, „halb“) werden seitdem kleine landwirtschaftliche Familienbetriebe bezeichnet, welche die lokale Vermarktung mit der Produktion zum Eigenbedarf kombinieren und bei denen ökonomische Verhaltensweisen eher durch Bedarfsorientierung als durch Wettbewerbsorientierung geprägt sind.
Zur Abgrenzung von Semi-Subsistenzbetrieben werden drei Kriterien herangezogen: physische Maßzahlen, wirtschaftliche Größe und Marktbeteiligung. Eine häufig gewählte physische Maßzahl ist dabei eine landwirtschaftliche Nutzfläche von unter fünf Hektar. Als Grenzwerte für die wirtschaftliche Größe werden nach Eurostat ein jährlicher Produktionswert von weniger als 1200 Euro (= 1 EGE) für die reine Subsistenzwirtschaft sowie zwischen 1200 und 9600 Euro (= 8 EGE) für kleine landwirtschaftliche Semi-Subsistenzbetriebe betrachtet. Was die Marktbeteiligung betrifft, wird schließlich in wissenschaftlichen Studien häufig angenommen, dass bei einem (Semi-)Subsistenzbetrieb weniger als 50 Prozent seiner Produktion verkauft werden.
Die Zahl der landwirtschaftlichen Betriebe, die als Subsistenz- und Semisubsistenzbetriebe eingestuft werden, hängt daher stark von den verwendeten Definitionen der einzelnen EU-Mitgliedstaaten ab, die teilweise deutlich unterschiedliche Maßzahlen benutzen. Sicher jedoch ist, dass in den sechs Mitgliedstaaten Lettland, Litauen, Slowakei, Ungarn, Bulgarien und Rumänien 2007 mindestens 95 Prozent aller landwirtschaftlichen Betriebe kleiner als 8 EGE waren, und dass noch in den Jahren 2005–2007 in der Slowakei, Ungarn, Rumänien, Lettland, Bulgarien, Slowenien, Litauen sowie in Estland mindestens die Hälfte aller landwirtschaftlichen Betriebe über 1 EGE überwiegend für den Eigenbedarf produzierte. Ähnliches gilt für Kroatien, das erst im Juli 2013 der EU beitrat und wo zu diesem Zeitpunkt knapp 70 % aller landwirtschaftlichen Betriebe weniger als 5 ha bewirtschafteten, wobei mehr als die Hälfte aller Betriebe sogar nur für den Eigenbedarf produzierte. Außerhalb Osteuropas überwiegt die Anzahl der Semisubsistenzbetriebe auch noch am Südrand der EU, in Griechenland, Portugal, Spanien und insbesondere in Italien.
Subsistenz- und Semisubsistenzbetriebe erfüllen drei Hauptfunktionen in der Landwirtschaft und der Entwicklung des ländlichen Raums: Sie fungieren als Puffer gegen Armut, als Basis für eine größere landwirtschaftliche Vielfalt und bieten ökologische und andere nicht-gewerbliche Vorteile. Ihre Pufferfunktion ist am ausgeprägtesten in den neuen Mitgliedstaaten, insbesondere bei landwirtschaftlichen Haushalten, die in relativer Armut leben. Die rumänischen und schottischen Fallstudien veranschaulichen, wie Semisubsistenzbetriebe und kleine landwirtschaftliche Betriebe ökologische, kulturelle und gesellschaftliche Nutzeffekte bieten können.
Die Kluft zwischen Ablehnung und Anerkennung der Semi-Subsistenz existiert nach wie vor. Jedoch werden solche Betriebe zunehmend positiv wahrgenommen, da von ihnen wichtige Effekte für eine nachhaltige Entwicklung, für die kulturelle Vielfalt (beispielsweise traditionelle Anbaumethoden und Lebensmittelspezialitäten) oder den ländlichen Tourismus ausgehen.

## Umwelt

### Biodiversität
In der Biodiversitätskonvention der UNO wird ausdrücklich auf die Abhängigkeit traditionell subsistenzwirtschaftender Gemeinschaften von intakten Ökosystemen hingewiesen, denen sie seit jeher alles Lebensnotwendige entnommen haben. Die Konvention erkennt an, dass ihre Lebensweisen in besonderem Maße nachhaltig sind und die biologische Vielfalt nicht verringern. Im Gegensatz zu industrialisierten Gesellschaften, die nicht unmittelbar auf ein bestimmtes Gebiet angewiesen sind, haben solche Gemeinschaften ein direktes Interesse an der Aufrechterhaltung und dem Schutz dieser Ökosysteme, deren Stabilität sie nie gefährdet haben.

### Nachhaltige Lebensführung
In der Nachhaltigkeitsdebatte der Industriestaaten wird – vor allem in wachstumskritischen Diskursen um eine Postwachstumsökonomie – eine teilweise Rückkehr zur Subsistenzwirtschaft mittels Gemeinschaftsgärten oder urbaner Landwirtschaft als mögliche Maßnahme zur Lösung sozialer und ökologischer Probleme angesehen. So soll durch die Aktivierung eigener Ressourcen (Zeit, Kompetenzen, soziale Interaktion) moderne Subsistenz durch eigene Produktion, Gemeinschaftsnutzung und Nutzungsdauerverlängerung von Gütern erreicht werden.

## Wirtschaftliche Aspekte
Die Nahrungsmittelproduktion in der Subsistenzwirtschaft dient in erster Linie der Versorgung der einzelnen Privathaushalte und zielt nicht auf das Erwirtschaften von Gewinnen ab. Grundsätzlich bietet die Subsistenzwirtschaft den Menschen traditioneller Gesellschaften nach wie vor ein weitgehend unabhängiges und selbstbestimmtes Auskommen. Häufig geht die Subsistenzwirtschaft mit Naturalwirtschaft einher und unterscheidet sich von der Verkehrs- oder Marktwirtschaft, in welcher die einzelnen Güter und Dienstleistungen in der Regel gegen Geld auf dem Markt getauscht werden, um mit dem daraus erzielten Einkommen andere Güter oder Dienstleistungen zu beziehen.
Im weiteren Sinne wird auch bei Marktanteilen bis zu 25 % des Rohertrages noch von Subsistenzwirtschaft gesprochen. Nach dieser Definition macht sie in den Entwicklungsländern (siehe Subsistenzlandwirtschaft in Entwicklungsländern) noch bis zu 50 % der Agrarproduktion aus: Lateinamerika 30–40 %, Afrika über 50 %, Deutschland 11 %, USA 3 %. In den Industrie- und Schwellenländern hat sie eine wichtige Bedeutung als Zusatzsicherung. Obwohl derzeit noch mehr als 40 Prozent der Weltbevölkerung ein weitgehend unabhängiges und selbstbestimmtes Auskommen aufgrund ihrer Bedarfswirtschaft haben, sind bis zu 1,2 Milliarden dieser Kleinbauern akut von Hunger und Armut betroffen. In vielen Fällen – insbesondere in überbevölkerten oder stark übernutzten Regionen – ist die Subsistenzwirtschaft heute keine zukunftssichere Alternative.
Die Subsistenzwirtschaft verhindert oder vermindert Verbindlichkeiten oder Importabhängigkeit. So wird in Deutschland und anderen Staaten versucht, sich von den Monostrukturen der Erdgas- und Erdölimporte durch eine Konzentration auf erneuerbare Energien zu befreien. Dadurch beruht die Ökologie nicht nur auf dem Umweltziel, tendenziell fossile Brennstoffe durch erneuerbare Energien zu ersetzen, sondern auch darauf, die Abhängigkeit von Erdgas- und Erdölexporteuren zu reduzieren. Windenergie, Solarenergie und Wasserkraft können auch im eigenen Land produziert werden und sind daher eine moderne Form der Subsistenzwirtschaft. Privathaushalte können selbst Strom für den Eigenbedarf erzeugen und machen sich damit weniger abhängig von Energieversorgungsunternehmen; Überproduktion dürfen die Haushalte in das Stromnetz einspeisen (§ 19 EEG) oder als Direktvermarktung erneuerbarer Energien (§ 21a EEG) nutzen.
Durch Nutzgärten an oder auf Wohnhäusern oder Schrebergärten können auch Privathaushalte außerhalb des Agrarsektors Eigenfertigung für den Eigenbedarf betreiben. Eine urbane Subsistenz (englisch urban subsistence) schließt sogar Do it yourself, Gefälligkeitsarbeiten oder Nachbarschaftshilfe in die Subsistenzwirtschaft ein.